# Attatba
Attatba (ou Hattatba) est une commune de la wilaya de Tipaza en Algérie.

## Géographie

### Situation
Le territoire de la commune d'Attatba est situé au nord-est de la wilaya de Tipaza, à environ 25 km à l'est de Tipaza,  16 km au nord-ouest de Blida et 39 km au nord de  Médéa
| Aïn Tagourait | Bouharoun, Khemisti          | Chaiba                    |
| Sidi Rached   | Attatba                      | Mouzaia (Wilaya de Blida) |
| Ahmar El Aïn  | El Affroun (Wilaya de Blida) | Mouzaia (Wilaya de Blida) |

### Relief et hydrographie
Le territoire de Attatba est constitué du versant sud du Sahel et d'une partie de la plaine de la Mitidja. Elle est traversée par l'Oued Djer et l'Oued Bouroumi, le point de confluence des deux est une zne inondable occupée jadis par le lac Halloula. Elle est constituée d'un large massif forestier sur les flancs des ravins qui descendent du Sahel vers la Mitidja.

### Localités de la commune
En 1984, la commune d'Attatba est constituée à partir des localités et domaines suivants : Attatba, Kandoury, Cité Rahmane, Village socialiste agriciole Halloula Sahilia, Domaines autogérés (après restructuration) no 1 à 16, Douar Ben Nessah.
L'Agglomération Chef-lieu est la ville de Attatba, il existe quatre agglomérations secondaires qui sont Hallouli Sahilia, Douar Rahmani, Kandouri et Doughali Tayeb.
Hameaux : Haouch Bakir, Haouch Yakoub, Haouch Ouled Ben Djeloul, Haouch El Immam, Haouch Ben Ali Lagraa, Haouch Ben Kouider, Sidi Heuchi

### Transports
Attatba est traversée par la RN67, la route qui ceinture la Mitidja par le nord, qui permet de rejoindre Hadjout à l'ouest. Elle est desservie aussi par le CW203 qui va de Bouharoun à Mouzaia.

## Toponymie
Il existe deux versions relatives à l'origine du nom. La première serait que les terres colonisées étaient habitées par la tribu des Beni Hattab. La seconde viendrait du fait que la région était habitée de bucherons, «Hattabtba» en arabe.

## Histoire
Attatba a été construite sur une ancienne ville romaine comme en témoignent des dolmens ainsi que les écrits d'Ibn Khaldoun ou encore la toponymie, puisque la rivière bou-roumi signifie en arabe la rivière des romains.
Le 24 octobre 1861, une cinquantaine de lots de terrain ont été vendus aux enchères à Blida pour constituer un hameau au lieu-dit Attatba. 28 août 1862 création d'un centre de colonisation de 60 feux sous le nom de Attatba. Il est élevé au rang de commune le 2 octobre 1869. À l'indépendance, la comme sera intégrée à celle de Bou Ismaïl jusqu'en 1984 où elle a été reconstituée.

## Démographie
| 1878  | 1884  | 1892  | 1897  | 1902  | 1926  | 1936  | 1948  | 1958  |
| ----- | ----- | ----- | ----- | ----- | ----- | ----- | ----- | ----- |
| 1 494 | 1 618 | 1 975 | 2 287 | 2 096 | 2 691 | 3 557 | 5 014 | 5 460 |

| 1987  | 1998   | 2008   | - | - | - | - | - | - |
| ----- | ------ | ------ | - | - | - | - | - | - |
| 9 052 | 15 056 | 27 059 | - | - | - | - | - | - |

- Recensement des différentes agglomérations en 1987 : Attatba, 5 459 hab. ; Haloula Sahilia, 1 626 hab ; Douar Rahmani, 967 hab.
- Recensement des différentes agglomérations en 1998 : Attatba, 8 951 hab. ; Haloula Sahilia, 2 277 hab ; Douar Rahmani, 1 330 hab. ; Kendouri, 1 299 hab[9].
- Recensement des différentes agglomérations en 2008 : Attatba, 11 108 hab[10].

## Économie
À Attatba il existe un marché de gros de fruits et légumes sur une superficie de 40 000 m2, l'un des plus importants de la région algéroise. Un centre d'Enfouissement technique d'une capacité de 220 000 m3 couvrant les besoins de la partie est de la wilaya de Tipaza a été inauguré en 2011.